# Cultura dels camps d'urnes
La cultura dels camps d'urnes o cultura sorotàptica pertany a la part final del període de l'edat del bronze.
Ha estat possible dividir el desenvolupament d'aquesta cultura en tres fases: preliminar, colonitzadora i d'estabilització.

## Fase preliminar
Aquesta fase constitueix una etapa de transició entre el bronze mitjà i el bronze final. És característica d'aquesta etapa la barreja en les necròpolis dels dos sistemes d'enterrament, inhumació en túmuls i incineració.
Es creu que tribus o grups protoceltes, probablement poc nombrosos, es van barrejar entre grups de població amb cultures neolítiques tardanes, i s'instal·laren en passos estratègics (guals de rius i afluents).

## Fase colonitzadora
El primer període o període preliminar (1200 a 1100 aC) dona pas a un segon període (1100 a 1000 aC), que comprèn una època de colonització i apropiació de terres i d'inici del cultiu de la terra.
És en aquesta època quan es produeix un avanç decisiu en la tècnica del bronze: s'aboca el material fos en motlles de nucli reservat, es bat i s'endureix, s'aconsegueix obtenir xapes bastant primes que s'usaven per a confeccionar recipients complicats.
La ceràmica també va arribar a una notable perfecció, i tot i que encara no es coneix el torn, les peces de ceràmica (inspirades en les complexes peces obtingudes amb làmines de bronze) són de gran finor en la superfície i d'un polit i un acabat extraordinaris.
La incineració s'estén i es fa gairebé general.
Les excavacions de poblats mostren uns "fons de cabana" (zona excavada d'un a dos metres on es localitzen troballes) que per la seva densitat indiquen l'existència de veritables poblats.
L'economia passa d'un predomini pastoral del final del bronze a una economia predominantment agrícola. L'ús de la falç de bronze i la invenció dels carros amb rodes contribueixen al desenvolupament de l'agricultura, i la població que la practica tendeix a tornar-se sedentària.

## Fase d'estabilització

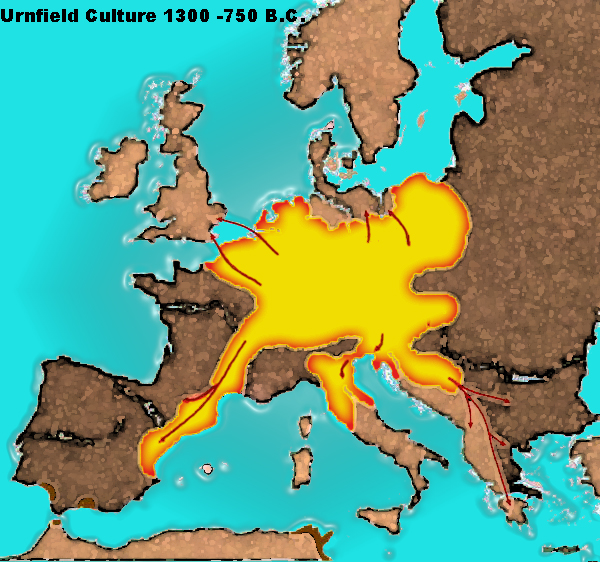
Ampliació de la cultura dels camps d'urnes a Europa

La tercera època (1000 a 900 aC) suposa una nova època d'estabilització i de trasllats locals de poblacions; reapareixen els enterraments en túmuls (potser fets per les poblacions que s'alliberaven de la presència protocelta o per les poblacions acabades de sotmetre-s'hi) i la decoració ceràmica d'incisions profundes.
No hi ha cap dubte que la cultura dels camps d'urnes es difon en aquesta època per tota la Gàl·lia i penetra a la península Ibèrica, probablement pels passos centrals dels Pirineus. Potser amb anterioritat havien penetrat elements del grup il·liri, abans de l'any 1000 aC, procedents d'Itàlia o Provença, com suggereixen Martín Almagro o Santaolalla.
Entre el 900 i el 800 aC es produeix un canvi climàtic decisiu. D'un clima càlid i sec es passa a un que ocasiona pluges persistents i inundacions en sèrie. Algunes poblacions abandonen els seus hàbitats a les zones baixes a la vora dels rius.

### La penetració protocelta i celta al sud dels Pirineus
La penetració celta a la península Ibèrica, la dividirem en quatre fases:
1) Fase il·líria, probablement al voltant del 1000 aC, dubtosa i en tot cas molt escassa. Alguns grups il·lírics van poder arribar a la península i remuntar l'Ebre. En tot cas quedaria circumscrita a Navarra i potser a Catalunya.
2) Fase protocelta, desenvolupada cap al 950 a 700 aC, amb incidència a Catalunya; des d'allà passa a Navarra per la vall de l'Ebre, i es va estendre també cap al País Valencià.
Se subdivideix en quatre períodes:
a) Període català I, 950 a 850 aC, en què els protoceltes s'assenten en part de Catalunya i part d'Aragó.
b) Període d'extensió, 850 a 750 aC, en què els protoceltes s'estenen per la vall de l'Ebre i arriben a Navarra.
c) Període d'assimilació, 750 a 650 aC. Introducció de la cultura indoeuropea en la població local de les zones en les quals s'han establert els protoceltes.
d) Període català II, 650 a 500 aC. Considerat bé una nova onada d'emigrants indoeuropeus, o bé un període de decaïment de la religió dels celtes.
3) Fase de la cultura de Hallstatt, 700 a 500 aC:
Se subdivideix també, en aquest cas en tres períodes:
a) Període d'arribades a Navarra.
b) Període d'arribades a l'altiplà central.
c) Període d'arribades al nord i nord-oest.
4) Fase post-hallstattica i de La Tène, 500 a 300 aC.
Es divideix en tres períodes:
a) Arribada dels gals, 500 a 450 aC.
b) Perdurabilitat de la cultura de Hallstatt, 500 a 450 aC.
c) Període de La Tène, 400 a 300 aC.

### Els protoceltes a la península Ibèrica
Probablement al voltant del 900 aC els primers grups protoceltes van travessar els Pirineus i es van establir a prop de l'Ebre en les actuals províncies de Lleida i Saragossa; construïren poblats pròxims a fonts i rius, encara que sovint situats en petites altures. Alguns historiadors sostenen que algunes onades de protoceltes, fins i tot en la tradició de la cultura dels túmuls, van travessar els passos pirinencs occidentals cap al 950 aC (o potser abans), però el fet cert és que la majoria dels protoceltes que van penetrar (o potser tots) ja pertanyien a la cultura dels camps d'urnes. Els grups protoceltes que arribaren a la península no constituïen grups nombrosos, i difícilment van alterar l'estatus ètnic; però després l'emigració dels grups protoceltes establerts a Aragó i Catalunya (al costat de la posterior aportació dels grups indoeuropeus de la cultura dels camps d'urnes i de la cultura de Hallstatt o celtes) sí que van incidir en la composició ètnica de diverses regions.
Els primers protoceltes van construir poblats amb cabanes de fusta i de manera circular, amb una sola cambra i una única porta d'accés, i amb la teulada en forma de cúpula feta amb brancatge i palla.
Amb els protoceltes arriba la tècnica de la foneria del ferro, però el seu ús va ser molt escàs. De fet, objectes de ferro anteriors a l'arribada dels protoceltes ja existien a la península i no sembla que l'arribada de pobles que dominaven la seva foneria incrementés notablement el seu nombre.
Els protoceltes establerts a la península cultivaren el blat i l'ordi i es dediquen al pasturatge de bestiar boví i llaner, i segurament al comerç. Probablement coincidint amb els canvis climàtics, aquestes poblacions remuntaren l'Ebre buscant nous assentaments (cap al 850 aC) i arribaren a Navarra, on fins i tot persisteix una cultura neolítica amb escassa penetració dels metalls, habitada per l'ètnia pirinenca estesa des d'Aragó a la cornisa Cantàbrica.
Coneixem diversos establiments protoceltes, i entre ells el de Cabezo de la Cruz, a Cortes, enmig d'una plana al·luvial de l'Ebre. Aquest establiment ens mostra una població de pagesos i ramaders, la cultura dels quals va perdurar fins al 700 aC, que va ser substituïda per una altra onada indoeuropea caracteritzada per la fabricació de ceràmica de coll cilíndric, destinada a perdurar fins a almenys el 400 aC.
Aquests primers establiments protoceltes introdueixen l'agricultura com a activitat principal a la vall de l'Ebre, on fins aleshores s'havia practicat molt limitadament. Les seves tècniques els permeten no sols el cultiu del blat i l'ordi, sinó que introdueixen també el mill i altres conreus hortícoles com el nap. Crien, a més, ovelles, vaques i porcs, i es dediquen a la caça, sobretot de cérvols. Els seus assentaments són permanents. En tots els establiments estudiats es localitzen nombrosos enterraments en la necròpoli del poblat, en la tradició dels camps d'urnes, sense que es coneguin túmuls o esteles indicadores.
A la mateixa època (cap a 850 a 700 aC) es constata la utilització de coves artificials, una de les quals, bastant notable, és la Valtierra, ocupada sens dubte per població indígena, i l'ús de les quals va perdurar durant tot el període anomenat de Hallstatt, cosa que no constitueix un fet aïllat.

### Innovacions
Sembla segur que els protoceltes van portar els cavalls, animals que havia existit en el Paleolític, però que després havien emigrat i desaparegut de la península amb els canvis climàtics. L'utilitzaven per als desplaçaments i com a animal de càrrega. L'ús del cavall va haver de suposar un canvi transcendental per a la vida quotidiana: permetia desplaçar-se amb prou rapidesa i a distàncies llargues, facilitava els desplaçaments i les comunicacions i substituïa amb avantatge el bou i l'ase com a animal de càrrega. Disposar de cavall i la tinença d'armes de ferro donava als celtes una indubtable superioritat militar sobre les endarrerides poblacions autòctones i els permetia moure's en grans espais geogràfics, amb notable rapidesa, i constituir una força hegemònica.
Altres novetats aportades pels protoceltes van ser la cervesa de cereals i el vi.
La cervesa d'ordi o altres cereals va ser introduïda pels primers emigrants, i pren el nom de celia o ceria (a França va ser anomenada cervisia). Segurament per influència dels costums locals, la cervesa de la península Ibèrica era diferent de la de França i s'elaborava amb blat i aigua fermentada. Aviat van aprendre a elaborar-la amb gran habilitat i es conservava molt de temps. Se sap que la cervesa d'ordi va ser usada per frigis, tracis, armenis i il·liris; entre aquests últims era de consum freqüent cap al 1200 aC.
El vi era conegut pels pobles indoeuropeus des de temps remots, potser abans de separar-se del tronc indoari (cap al 3000 aC), i també era conegut a Egipte i Orient Mitjà. No és clar si els indoaris el van conèixer a la zona durant el seu pas per ella. El vi es va difondre cap al 2000 aC per Grècia i els Balcans, i el difongueren especialment els il·liris (1500 a 1000 aC) i després els grups protoceltes i celtes (1000 a 600 aC), amb els quals arriba a la península. No obstant això, atès que el vi era conegut pels fenicis, i havia estat introduït per ells al sud de la península, va poder també haver arribat per aquesta via.

## El final de la cultura dels camps d'urnes
La cultura dels camps d'urnes (1200 a 725 aC) que s'estenia per gran part de França i el sud d'Alemanya, part d'Itàlia i la vall de l'Ebre a la península Ibèrica, va entrar en decadència i va acabar desapareixent sota la influència de l'emigració de pobles estrangers, empesos al seu torn pels genets traciocimmeris procedents d'Ucraïna i el sud de Rússia, i aquests al seu torn empesos pels escites.
La pressió exercida pels pobles escites al segle viii aC va obligar els pobles establerts a les estepes d'Ucraïna i el sud de Rússia, del grup traciocimmeri, a emigrar, remuntant el Danubi, arribant a Hongria i després a Baviera, desplaçant les poblacions d'aquestes zones, agrupades en el grup "celta".
Aquests emigrants, en contacte amb els orientals, van donar origen a l'anomenada cultura de Hallstatt.